# Melissa Anna Bartolini
Melissa Anna Bartolini (Firenze, 22 agosto 1987) è un'attrice italiana.

## Biografia
Melissa Anna Bartolini nasce il 22 agosto 1987 a Firenze.
Esordisce come attrice interpretando un ruolo principale nella pellicola cinematografica Fino a qui tutto bene del cineasta italiano Roan Johnson (2014).
Ha un ruolo significativo nel film Maraviglioso Boccaccio dei fratelli Paolo e Vittorio Taviani (2015).
Partecipa al film televisivo Resort Paradiso della serie crime I delitti del BarLume, ed è una componente del cast regolare della serie comedy Extravergine, del 2019.
È comunemente indicata con il doppio nome Melissa Anna.

## Filmografia

### Cinema
- Fino a qui tutto bene, regia di Roan Johnson (2014)
- Crushed Lives - Il sesso dopo i figli, regia di Alessandro Colizzi (2014)
- Maraviglioso Boccaccio, regia di Paolo e Vittorio Taviani (2015)
- Tommaso, regia di Kim Rossi Stuart (2016)
- The Pills - Sempre meglio che lavorare, regia Luca Vecchi (2016)
- 10 giorni con Babbo Natale, regia di Alessandro Genovesi (2020)

### Televisione
- Ombrelloni, regia Riccardo Grandi (2013)
- I delitti del barlume episodio 1x1
- Non uccidere - episodio 2x01 (2017)
- Romanzo famigliare, regia Francesca Archibugi (2018)
- I delitti del BarLume 6x11, regia di Roan Johnson (2018)
- Extravergine, regia di Roberta Torre (2019)
- 1994, regia di Giuseppe Gagliardi (2019)
- Ridatemi mia moglie, regia di Alessandro Genovesi (2021)
- I delitti del BarLume 10x20, regia di Roan Johnson (2023)
- Signora Volpe, regia di Mark Brozel, episodio 1x02 (2022)
- I delitti del BarLume 11x20, regia di Roan Johnson (2024)
- L’effetto Dorothy, regia di Valerio Attanasio (2024)
- I delitti del BarLume 12x20, regia di Roan Johnson (2025)

### Web
- Forse sono io, regia Vincenzo Alfieri (2013)